# Nematopodius taiwanensis
Nematopodius taiwanensis là một loài tò vò trong họ Ichneumonidae.